# Altagonum
Altagonum is een geslacht van kevers uit de familie van de loopkevers (Carabidae). De wetenschappelijke naam van het geslacht is voor het eerst geldig gepubliceerd in 1952 door Darlington.

## Soorten
Het geslacht Altagonum omvat de volgende soorten:
- Altagonum avium Darlington, 1971
- Altagonum caducum Darlington, 1952
- Altagonum cheesmani Darlington, 1952
- Altagonum cracens Darlington, 1971
- Altagonum dilutipes Darlington, 1952
- Altagonum erugatum Darlington, 1971
- Altagonum europhilum Darlington, 1952
- Altagonum exutum Darlington, 1971
- Altagonum fatuum Darlington, 1971
- Altagonum flavicorne Louwerens, 1969
- Altagonum grossuloides Darlington, 1952
- Altagonum grossulum Darlington, 1952
- Altagonum japenox Darlington, 1952
- Altagonum latilimbus Darlington, 1952
- Altagonum magnox Darlington, 1952
- Altagonum misim Darlington, 1952
- Altagonum montanum Louwerens, 1956
- Altagonum noctellum Darlington, 1952
- Altagonum nox Darlington, 1952
- Altagonum nudicolle Darlington, 1952
- Altagonum pallinox Darlington, 1952
- Altagonum papuense (Sloane, 1890)
- Altagonum paralimbus Darlington, 1952
- Altagonum parascapha Darlington, 1971
- Altagonum paulum Darlington, 1970
- Altagonum planinox Darlington, 1952
- Altagonum postsulcatum Darlington, 1952
- Altagonum pubinox Darlington, 1952
- Altagonum regiscapha Darlington, 1952
- Altagonum scapha Darlington, 1952
- Altagonum sedlaceki Louwerens, 1969
- Altagonum sororium Darlington, 1971
- Altagonum sphodrum Darlington, 1952
- Altagonum stellaris Darlington, 1971
- Altagonum tenellum Darlington, 1971
- Altagonum tutum Darlington, 1952
- Altagonum vallicola Darlington, 1952
- Altagonum wegneri Louwerens, 1956